# Тура-Даган

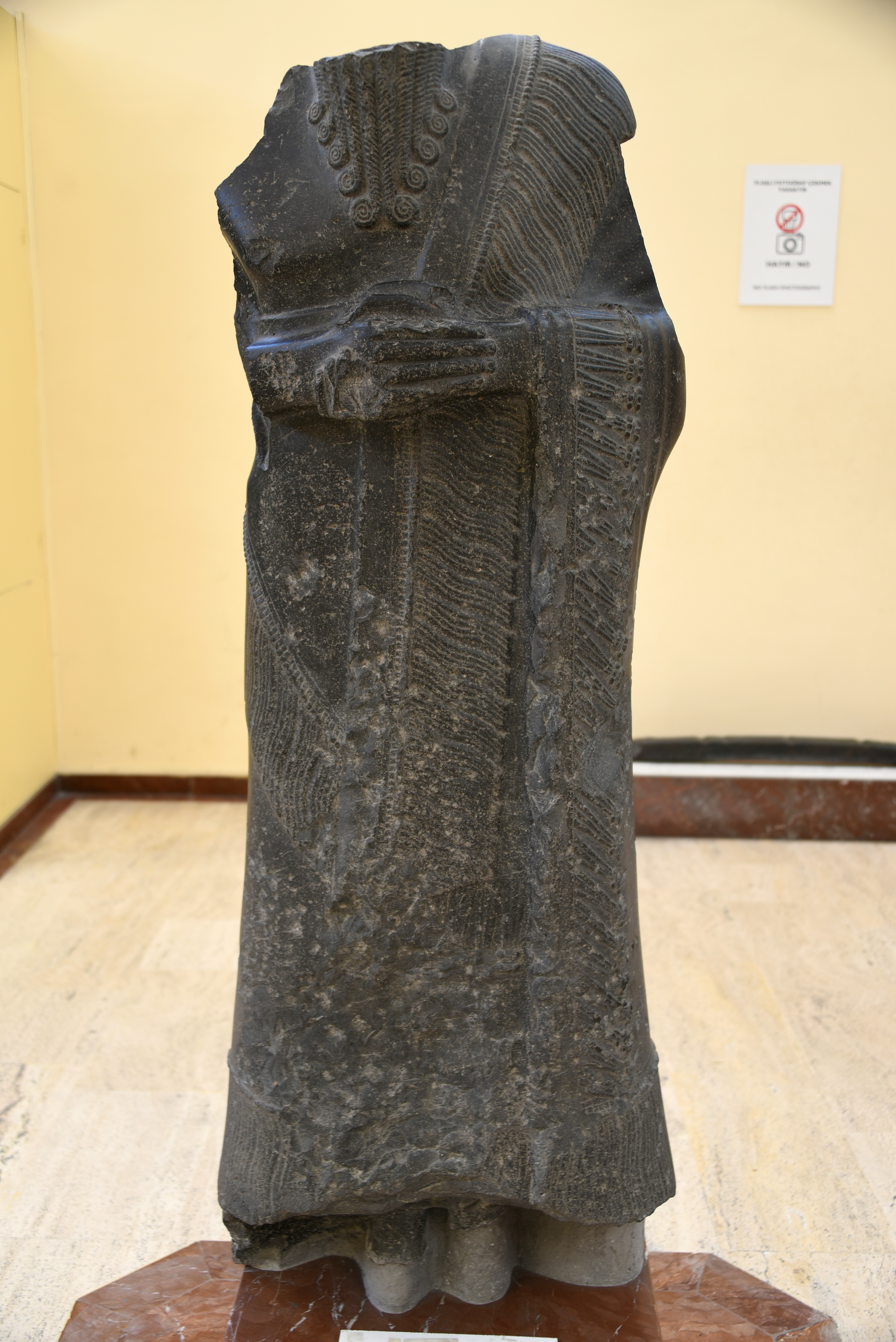
Статуя Тура-Дагана

Тура-Даган (Турам-Даган) (аккад. 𒌅𒊏𒀭𒁕𒃶; д/н — бл. 2050 до н. е.) — шаканаку (військовий намісник) Трього царства Марі близько 2072—2050 років до н. е.

## Життєпис
Походив з династії шаканаку. Син лугаля Апілкіна. Посів трон після старшого брата Ілі-Ішара. На цей час зберігав лише номінальну залежність від царів Третьої династії Ура. Можливо навіть повернув собі титул лугаля (царя), оскільки в написі його сина Пузур-Іштара названий правителем Марі.
У Музеї Стародавнього Сходу (м.Стамбул) є статуя Тура-Дагана, але вона безголова, а напис сильно пошкоджено. Цей правитель також відомий з різних печаток та династичних списків.
Панував десь до 2050 до н.е. Йому спадкував син Пузур-Іштар.